# Vierer See
Der Vierer See ist ein See in der Gemeinde Bösdorf im Kreis Plön in Schleswig-Holstein. Er liegt südöstlich von Plön, östlich des Großen Plöner Sees, von dem ihn ein zum Teil nur sehr schmaler Streifen Land trennt. 
Er liegt in der Holsteinischen Schweiz, umgeben von einer hügeligen Moränenlandschaft.
Der See hat eine sehr langgestreckte Form und verläuft von Nordost nach Südwest mit einer maximalen Länge (in NO/SW-Richtung) von ca. 3,2 km und wird bis zu ca. 500 m breit. Er hat eine Größe von etwa 132 ha und hat eine maximale Tiefe von ca. 18,8 m. Die Unterwasservegetation im See reicht bis zu einer Tiefe von 2,5 Metern (Lichteinfall).
Im Nordosten fließt der Viererseegraben (der zuvor den Heidensee durchfließt) in ihn – im Südwesten entwässert er in den Großen Plöner See.
Er wird befischt und es gibt Badestellen.
An seinem Ufer liegen die Dörfer Waldshagen und Augstfelde. 
Der See wurde 1490 als Virder See schriftlich erwähnt. Der Name leitet sich vom mittelniederdeutschen Wort vīrt „wilder Wald, Buschwald“ ab.